# سپیده‌دم رهایی
سپیده‌دم رهایی (انگلیسی: Rescue Dawn) فیلمی جنگی و مستند درام به کارگردانی ورنر هرتسوک است که در سال ۲۰۰۶ منتشر شد.

## بازیگران
- کریستین بیل
- استیو زان
- جرمی دیویس
- فرانسوا چاو
- مارشال بل